# 山海関駅
山海関駅（さんかいかんえき）は中華人民共和国河北省秦皇島市山海関区にある、中国鉄路総公司（CR）の駅。瀋陽鉄道局所属の特等駅に設定されている。
この駅から西方（龍家営方）は北京鉄路局管内に入る。

## 乗り入れ路線
京哈線（秦瀋旅客専用線）、津山線、瀋山線の3路線が乗り入れる。

## 歴史
- 1894年6月 - 山海関駅完成[1]。
- 1971年～1972年 - 大規模な改造工事が行われる。
- 1983年春 - 京秦線電化完成。
- 2004年11月8日 - 新駅舎完成、営業開始[2]。

## 駅構造
4面11線を有する地上駅である。

## 駅周辺
- 蓮花湖公園
- 蓮花湖商住小区
- 軍供大厦
- 興隆小学
- 万商商貿城
- 新世紀広場

## 隣の駅
中国鉄路総公司
京哈線（秦瀋旅客専用線）
龍家営駅 - 山海関駅 - 東戴河駅
津山線
柳村北駅 - 山海関駅
瀋山線
万家屯駅 - 山海関駅